# ニューケム・テクノロジーズ
ニューケム・テクノロジーズ（Nukem Technologies GmbH、略称：NUKEM）は、ドイツ・カールシュタイン・アム・マインに本社を置く原子力エンジニアリング企業であり、原子力施設の廃止措置、放射性廃棄物および使用済み燃料の管理、TRISO燃料の開発を専門としている。
本社は、ドイツ初の商用原子力発電所の跡地に位置し、この施設の廃止措置および再整備はNUKEMによって行われた。このことは、同社の長年にわたるドイツ国内での核分野での存在感を象徴している。
度重なる所有者変更を経たのち、2022年のロシアによるウクライナ侵攻以降、ロシア企業傘下であったことから規制上の困難に直面。2024年4月にドイツで自己管理破産申請を行ったが、同年10月には日本のムロオシステムズが主要資産を取得し、新経営体制のもとでグローバル市場への復帰を果たした。

## 歴史

### 設立と燃料サイクル事業（1960年〜1988年）
NUKEM Technologiesの起源は1960年、NUKEM GmbH（旧称 Nuklearchemie und -metallurgie GmbH）として、デグサ、リオ・ティント、マリンクロットの共同出資により設立された。設立当初は核燃料要素の製造と取引に注力し、短期間で欧州有数の核燃料供給企業へと成長した。
1969年、同社は軽水炉向け核燃料事業をKWU（シーメンスとAEGの合弁）に売却し、ウラン取引、放射性廃棄物管理、原子力エンジニアリングへと業務を再編した。1980年代半ばには、ヴァッカースドルフ再処理工場の建設計画にも参画したが、1989年に反対運動と政策転換により中止された。

### RWEによる完全子会社化と国際展開（1988年〜2005年）
1988年、NUKEMはドイツの大手電力会社RWE AGの完全子会社となった。RWE体制下で、核燃料供給、廃棄物管理、エンジニアリングサービスを統合した核関連ソリューションの提供を強化し、欧州全域における市場地位を拡大した。
1990年代から2000年代初頭にかけて、スロバキア（ボフニツェ）、ロシア（バラコヴォ）、ウクライナ（フメリニツキー）などの原子力施設での廃棄物管理および技術サービスを受注。2003年にはチェルノブイリ原子力発電所において廃棄物処理センターの建設に着手し、高線量廃棄物処理分野における国際的な存在感を確立した。

### プライベート・エクイティによる買収と事業再編（2006年〜2012年）
2006年、RWEはNUKEMをAdvent International（Advent Energy S.à r.l.）に2億500万ユーロで売却。これにより、核燃料取引部門は親会社に残され、放射性廃棄物管理・使用済み燃料管理・原子力施設の廃止措置を担う新会社「NUKEM Technologies GmbH」が設立された。
2007年には英国、米国、フランス、ドイツの子会社を順次売却し、2011年にはアイソトープ取引部門を分社化。2012年にはNUKEM Energy GmbH（核燃料取引部門）をカナダのCameco社に売却した。

### ロスアトム傘下（2009年〜2024年）
2009年12月、ロシア国営原子力企業ロスアトム傘下のAtomstroyexportがNUKEM Technologies GmbHを買収し、同社はロスアトム・グループに組み込まれた。
事業強化の一環として2014年には子会社NUKEM Technologies Engineering Services GmbHを設立、廃止措置、放射性廃棄物処理、原子力エンジニアリングに特化した体制を整えた。
2022年のロシア・ウクライナ戦争勃発以降、ロシア系企業に対する規制強化が進み、同社の欧州での事業は停止状態となった。2024年4月にはドイツで自己管理型の破産手続を申請した。

### ムロオシステムズによる買収と再編（2024年〜現在）
2024年5月29日、日本のムロオシステムズはNUKEMの破産管財人との間で、NUKEM Technologies Engineering Services GmbHの全株式およびNUKEM Technologies GmbHの主要資産の取得契約を締結した。
ドイツ政府による承認を経て、同年10月に取得が完了。NUKEM Technologies GmbHは12月に清算され、残存資産と知的財産はムロオシステムズ傘下のNUKEM Technologies Engineering Services GmbHに統合された。

## 主なプロジェクト
NUKEM Technologiesは、原子力施設のライフサイクルにおけるさまざまな段階で、国際的に重要なプロジェクトを数多く手がけてきた。その実績は、解体工事、放射性廃棄物管理、使用済み燃料貯蔵、先進燃料技術の分野に及ぶ。
- リトアニア: イグナリナ原子力発電所向けに、使用済み燃料の中間貯蔵施設および固体廃棄物処理施設を設計・建設。リトアニアの廃止措置戦略を支援した。[12][13][14][15]

- ウクライナ: チェルノブイリ原子力発電所にて、高線量固体廃棄物の処理・調整設備を構築。世界でも特に困難とされる放射性廃棄物対策の一つを担った。[16]

- ブルガリア: コズロドイ原子力発電所向けに乾式貯蔵施設を建設し、同国の長期的な燃料管理インフラを強化。[17]

- 中国: 漳州原子力発電所にて、使用済みイオン交換樹脂の処理施設に必要な装置やエンジニアリングサービスを提供。設計・製造・試験・品質保証まで含む。[18]

- 南アフリカ: 球状燃料モジュール炉（PBMR）プログラムの一環として、試験用燃料製造プラントの設計・供給契約を獲得（後に政策変更で中止）。[19]

- インドネシア: 2015年、NUKEMは現地企業と共同で、国立原子力庁（Batan）の高温ガス炉実験炉（10MW）計画に関する初期設計・調査業務を担当。[20][21][22]

- スイス: ミューレベルク原子力発電所にて、撤去前のコンクリート放射能評価調査を実施。FREMESシステムの適用性を評価。[23]

- スウェーデン: オスカーシャム原子力発電所にて、Uniper Nuclear Servicesと連携し、最後の原子炉圧力容器の解体に成功。[24]

- フランス: ブレンニリス原子力発電所において、原子炉ブロックの解体工事を主導。フランスの原子力廃止措置計画の一環として実施。[25]

- ロシア: レニングラード原子力発電所およびクルスク原子力発電所にて、廃棄物処理および調整設備を提供。[26]

これらのプロジェクトは、NUKEMの技術的な専門性と国際的な信頼性を示しており、同社がグローバルな原子力エンジニアリング分野で主要なプレイヤーであることを裏付けている。

## 技術領域
NUKEM Technologiesは、核分野における高度なエンジニアリングと運用能力を活かし、以下の4つの主要領域でグローバルにサービスを展開している。
- 原子力施設の廃止措置
  - 計画策定から解体、除染、現場の復旧および放射性廃棄物の管理まで、廃止措置の全ライフサイクルに対応する統合ソリューションを提供。安全性、法令遵守、効率性に重点を置いた実績を有する。
- 放射性廃棄物管理
  - 固体・液体・高レベル・低レベル問わず、あらゆる種類の放射性廃棄物に対応可能な処理、調整、保管施設の設計・供給を実施。エネルギー施設や研究施設、旧ソ連圏の遺産施設にも適用。
- 使用済み燃料貯蔵
  - 長期的な乾式貯蔵ソリューションの開発に注力し、サイト条件や国際規制に応じた柔軟な対応力を誇る。耐久性・安全性・経済性のバランスを追求した実績がある。
- TRISO燃料技術
  - 高温ガス炉（HTGR）や小型モジュール炉（SMR）向けにおけるTRISO燃料の研究開発・製造・応用において豊富な経験を持つ。ドイツのTHTR-300および中国のHTR-10プロジェクトに貢献。

## NUKEMと福島第一原発
福島第一原発の事故直後、NUKEM Technologiesは三菱重工業（MHI）から委託を受け、燃料デブリの回収と廃棄物処理に関する複数のフィージビリティスタディを実施した。主な検討内容には以下が含まれる：原子炉格納容器（PCV）底部の構造マッピングと障害物除去、生物学的遮へい構造の解体・切断、デブリ輸送用の軌道式搬送システムの設計、燃料デブリ処理ユニット内の遠隔搬送技術の検討。また、遠隔操作による処理設備の設置や、デブリサンプルの測定・包装ユニットに関する設計支援も行った。

## 歴史的役割と国際的意義
NUKEMの60年にわたる歴史は、ドイツにおける原子力産業の黎明期から現在の廃止措置時代に至るまでの歩みと軌を一にしている。同社の経験は、ドイツの原子力がたどってきた全ライフサイクル──開発・運用から、脱原発決定後の廃止措置および廃棄物管理への移行──を象徴的に物語っている。
ドイツで最も歴史のある原子力技術企業の一つとして、NUKEMは、同国が原子力発電から段階的に撤退する中にあっても、核工学における専門知識と実行力の貴重な蓄積を体現している。そしてその技術的・戦略的意義は、世界的な原子力市場において今なお高く評価されている。

## 関連報道
- 2025年3月、NUKEMの最高経営責任者（CEO）であるトーマス・ザイポルト（Thomas Seipolt）は、ドイツの主要紙『ビルト』（Bild）とのインタビューにおいて、政治的な決定があれば、遅くとも2030年までに複数の原子力発電所を再稼働させることが可能であるとの見解を示した。また、進行中の原子力施設の廃止措置作業については中断すべきだと述べた。ザイポルトは、これらの原子炉が再稼働すれば2050年以降も発電を続けることが可能であり、「原子力の復活には現実的な可能性がある」との認識を示した。[30]